# 軟骨龍屬
軟骨龍屬（學名：Chondrosteosaurus）是蜥腳下目恐龍的一屬，其化石發現於在英格蘭懷特島郡的威塞克斯組（Wessex Formation），地質年代為下白堊紀。模式種是巨大软骨龙（C. gigas），是由理察·奧雲（Richard Owen）在1876年所描述、命名的，屬名意為「軟骨蜥蜴」。
軟骨龍的化石是兩個頸椎（編號BMNH R46869、BMNH R46870），具有明顯的空腔與管道，目前被視為是氣囊的證據。在1870年，哈利·絲萊（Harry Seeley）在命名鳥面龍時，就已發現類似的空腔結構。但理察·奧雲不認為哈利·絲萊的理論，他認為這種巨型動物是種類似鯨魚的海生爬行動物，不可能具有類似鳥類的氣囊系統。理察·奧雲認為這些巨大脊椎的內部空間，應該是容納軟骨。
理查·歐文也建立第二個種，C. magnus，目前不再認為屬於軟骨龍屬。

## 外部連結
- Discussion of Chondrosteosaurus with image. （页面存档备份，存于）
- Web page on Chondrosteosaurus
- 恐龍博物館—軟骨龍